# ローレン・カスバートソン
ローレン・ルイーズ・カスバートソン（Lauren Louise Cuthbertson, 1984年6月11日 - ）は、イギリスのバレエダンサーである。ロンドンのロイヤル・バレエ団でプリンシパルを務める。

## 幼少期
1984年にデヴォンに生まれる。パメラ・デ・ワールが営む地元のダンス・スクールでダンスを学び始め、ロイヤル・バレエ学校のジュニア・アソシエイト・プログラムの対象に選ばれたのをきっかけにクラシック・バレエに集中するようになった。ジュニア・アソシエイトとして、ロイヤル・バレエ学校のトレーニング体系に基づいた毎週のクラス・レッスンに参加した。この制度は、バレエの素質を認められた児童のために、イギリス国内の主要都市で開催されているものである。
その後、リッチモンド・パークのホワイト・ロッジにあるロイヤル・バレエ学校ロウアー・スクールの入学オーディションに合格した。11歳から16歳までロウアー・スクールに通い、さらにアッパー・スクールに進んだ。アッパー・スクールでは2年目に1学年飛び級して最終学年に編入され、17歳で卒業した。

## 経歴
2002年2月にロイヤル・バレエ団にコール・ド・バレエとして入団した。彼女は2003年9月にソリスト、2006年9月にファースト・ソリストに昇進し、2008年6月にプリンシパルとなった。プリンシパルは同団の最高位であり、同団の主力ダンサーの一人となった。
2011年、ロイヤル・バレエ団は16年ぶりの新作全幕バレエとなる『不思議の国のアリス』を初演した。カスバートソンはタイトル・ロールであるアリスを演じ、批評家の称賛を集めた。2014年には、初演する全幕バレエとしては2作目となる『冬物語 (The Winter's Tale)』でハーマイオニー女王を演じた。

## 私生活
2020年6月、カスバートソンは Instagram で第一子の妊娠を報告した。2020年12月29日に娘を出産し、ペギーと名付けたことを報告している。

## 受賞歴
カスバートソンは以下の賞を受賞している。
- フィリス・ベデル・バーサリー賞（2000年）
- 表現力豊かなダンスに対するリン・シーモア賞（2000年）
- ヤング・ブリティッシュ・ダンサー・オブ・ザ・イヤー 銀賞（2000年）
- アデリン・ジェニー賞 銀賞（2001年）
- ニネット・ド・ヴァロア賞（2001年 - 2002年）
- 英国批評家協会賞、2004年サザーク新人賞ノミネート
- ヴァルナ国際バレエコンクール 銀賞（2006年）
- アート・アンド・カルチャー・ウィメン・オブ・ザ・フューチャー・アワード（2007年）